# Günther (zpěvák)
Günther (* 25. července 1967 Malmö), vlastním jménem Mats Söderlund, je švédský zpěvák a model. Proslavil se hlavně klipem Ding Dong Song, který se stal hitem ve švédských žebříčcích.[zdroj⁠?!]